# 萬念寺
萬念寺（まんねんじ）は、北海道岩見沢市栗沢町にある浄土宗西山禅林寺派の寺院。山号は慈光山。本尊は阿弥陀如来である。髪の毛が伸びる人形「お菊人形」で有名。